# Mario Arturo Acosta
Mario Arturo Acosta Chaparro Escápite (Mexico-Stad, 19 januari 1942 – aldaar, 20 april 2012) was een omstreden Mexicaans militair en veiligheidsagent.
Acosta volgde van 1969 tot 1971 een militaire opleiding in de Verenigde Staten. Hij werd werkzaam bij het Federaal Veiligheidsdirectoraat (DFS), waarin hij verantwoordelijk zou zijn geweest voor talloze mensenrechtenschendingen in de zogenaamde Vuile Oorlog. Door sommigen wordt hij verantwoordelijk gehouden voor de moord en verdwijning van een groot aantal leden van de Nationale Bevrijdingskrachten in Nepantla in 1974. Organisaties van familieleden van slachtoffers van de Vuile Oorlog schatten dat Acosta verantwoordelijk is geweest voor zeker 143 verdwijningen. Generaal Gustavo Tarín Chávez, die in 1999 in de Verenigde Staten  werd gearresteerd wegens drugssmokkel, verklaarde zelfs dat Acosta in de staat Guerrero een militaire basis runde vanwaaruit 'doodsvluchten' georganiseerd werden, waarbij dissidenten vanuit een vliegtuig in zee gegooid werden. Acosta was in de jaren 70 ook betrokken bij handel in gestolen auto's, waarvan de Amerikaanse inlichtingendiensten op de hoogte waren, maar besloten hem niet te vervolgen omdat hij als te belangrijk gold in de strijd tegen het communisme in Mexico.
In tegenstelling tot veel andere agenten en militairen uit de Vuile Oorlog heeft Acosta nooit geprobeerd anoniem te blijven (hoewel hij wel ontkent verantwoordelijk te zijn geweest voor excessen) en in 1990 publiceerde hij zelfs een boek over 'subversieve organisaties', waarin hij met trots vaststelde dat mede door zijn toedoen het aantal guerrillabewegingen sinds het begin van de jaren 80 fors was gedaald. Volgens ooggetuigen was Acosta in 1995 aanwezig bij het bloedbad van Aguas Blancas waarbij 17 boeren door militairen om het leven werden gebracht.
In 2000 werd Acosta evenals generaal Francisco Quirós Hermosillo gearresteerd omdat hij jarenlang het Juárezkartel de hand boven het hoofd gehouden zou hebben. Acosta en Quiróz werden tot vijftien jaar gevangenisstraf veroordeeld. In 2007 werd zijn veroordeling door een militaire rechtbank geannuleerd.
Op 20 april 2012 werd Acosta in Mexico-Stad doodgeschoten. Twee jaar eerder had hij al eens een moordaanslag overleefd.